# Keith Stokes
 (décembre 2023).
Keith Stokes, né le 10 novembre 1978 à Toms River dans le New Jersey, est un joueur américain de football américain et de football canadien. Il évolue dans la Ligue canadienne de football de 2002 à 2009. Il remporte la Coupe Grey en 2002 avec les Alouettes de Montréal et est élu meilleur joueur des unités spéciales (trophée John-Agro) en 2004.
Il joue en France avec les Templiers d'Élancourt en 2009.

## Biographie

### Études

#### Lycée
Scolarisé au lycée de Dothan en Alabama, il pratique le football américain au sein de l'équipe du lycée, les Dothan Tigers. Avec les Tigers, il remporte le titre de champion Régional 4 Class 6A et il est sélectionné dans la Alabama High School Football All State 6A Honorable Mention Team.

#### Georgia Military College
De 1997 à 1998, il part étudier au Georgia Military College, à Milledgeville en Géorgie. Le club de football de l'école évolue au sein de la National Junior College Athletic Association (NJCAA). Durant sa deuxième année avec les Bulldogs, il est nommé dans NJCAA All-American Second Team.

#### East Carolina University
Il poursuit ensuite ses études à l'université de l'Est de la Caroline, où il rejoint les Pirates d'East Carolina. Lors du 4e match de la saison contre les Hurricanes de Miami, les Pirates remontent un déficit de 17 points à la mi-temps, pour gagner 27 à 23. Dans la dernière minute du match, Keith Stokes inscrit le touchdown de la victoire sur une passe de 27 yards du quaterback David Garrard. Le 13 novembre, face aux Bearcats de Cincinnati, il réalise le deuxième meilleur retour de punt de l'histoire des Pirates avec 94 yards. Pour sa saison junior, il est le leader des Pirates en total de yards gagnés (réception, courses, retour de kickoff et retour de punt) avec 1389 yards en 11 matchs. Il est aussi le leader de l'équipe dans la catégorie retour de kickoff avec 27 retours pour 584 yards et dans la catégorie retour de punt avec 26 retours pour 404 yards. Il joue la finale du Mobile Alabama Bowl contre les Horned Frogs de TCU et leur joueur vedette LaDainian Tomlinson. Les Horned Frogs l'emportent 28 à 14. Il n'est pas en réussite durant le match avec une perte de 14 yards à la course et 9 yards gagnés sur réception. À l'issue de la saison, il est nommé dans la Conference USA All-Conference Second Team et ECU Pirates Outlanding Newcomer.
Lors de sa saison sénior en 2000, il est nommé capitaine avec Samien Jones et Devone Claybrooks. Il réalise une superbe saison, comme en 1999 il est le leader de l'équipe en total de yards gagnés avec 1427 yards en 10 matchs. Il est le meilleur des Pirates dans trois catégories, réception avec 29 réceptions pour 442 yards, retour de kickoff avec 24 retours pour 503 yards et retour de punt avec 27 retours pour 416 yards. Il remporte le Galleryfurniture.com Bowl contre les Texas Tech Red Raiders, 40 à 27. Durant le premier quart temps, il inscrit le deuxième touchdown des Pirates grâce à un retour de punt extraordinaire, il établit ainsi le record de yards gagnés sur un retour de punt pour les East Carolina Pirates lors d'un match de bowl avec 71 yards. Il finit le match avec 187 yards gagnés sur retour de punt, 33 yards gagnés sur course et 46 yards sur réceptions, établissant un autre record pour les Pirates lors d'un match de bowl, avec un total de yards de 266. Il se voit décerner plusieurs récompenses à la fin de sa saison, le titre de MVP des escouades spéciales du Galleryfurniture.com Bowl, une sélection dans la Conference États-Unis All-Conference First Team et le titre de ECU Pirates Outlanding Special Teams Player.

### Carrière professionnelle

#### Saison 2001
Il signe avec les 49ers de San Francisco le 23 avril. Il joue son premier match avec les 49ers lors de la pré-saison, le 11 août face aux Chargers de San Diego. Il joue dans l'escouade spéciale, il réussit un premier retour de kickoff de 24 yards en fin de premier quart temps, puis un retour de punt de 15 yards et enfin un deuxième retour de kickoff de 23 yards. Il joue un deuxième match contre les Raiders d'Oakland. Son seul fait du match est un petit retour de punt de 2 yards.
Le 24 août, il est remercié.

#### Saison 2002
N'ayant pas réussi en NFL en 2001, il part pour le Canada en LCF. Non retenu lors de la draft, il signe avec les Alouettes de Montréal en tant qu'agent libre. Grâce à sa vitesse et son agilité, il se fait une place au sein de l'escouade spéciale. Il réalise une première moitié de saison spectaculaire pour une recrue. Il joue ses trois premiers matchs uniquement dans l'escouade spéciale. Puis le 18 juillet contre les Stampeders de Calgary, il inscrit son premier touchdown chez les pros sur sa première réception et ajout un deuxième touchdown sur retour de punt de 88 yards,. Le 2 août contre les Eskimos d'Edmonton, il continue d'impressionner, il totalise 322 yards durant le match : 80 yards sur réception, 224 yards sur retours de punt et 18 yards sur retours de kickoff. Il inscrit aussi 2 touchdowns sur retours de punt. Il effectue une grosse prestation à la réception le 15 août face aux Stampeders de Calgary, avec 110 yards en 3 réceptions et un touchdown inscrit. Il termine la saison avec un total global de 2334 yards, le meilleur total pour les Alouettes, et 6 touchdowns inscrits.
Sa deuxième moitié de saison est moins probante. Il réalise tout de même 121 yards sur retours de kickoff et 80 yards sur retour de punt le 25 août contre les Roughriders de la Saskatchewan. Il est récompensé pour sa saison par le titre de meilleur joueur des unités spéciales de la division Est et celui de recrue de l'année de la division Est (trophée Frank-M.-Gibson) et il est nommé dans l'Équipe d'étoiles de l'Est unités spéciales.
Il termine sa saison avec les Alouettes en participant aux play-offs et par une victoire en Coupe Grey.

#### Saison 2003
Après sa bonne saison au Canada, il re-tente l'expérience en NFL, cette fois chez les Dolphins de Miami. Il prend part au camp d'entrainement, cependant il est coupé avant le début de la saison.
Il revient donc chez les Alouettes. Sa première moitié de saison est satisfaisante, avec plusieurs bonnes prestations. Notamment le 19 juillet contre les Renegades d'Ottawa, il inscrit un touchdown sur un retour de 115 yards à la suite d'un field-goald raté. Il est décisif lors du match contre les Blue Bombers de Winnipeg le 29 juillet, en allant inscrire un touchdown sur un retour de punt de 74 yards. Le 8 août face aux Tiger-Cats de Hamilton, il reçoit 5 passes pour un gain de 104 yards. Puis le 16 août contre les Tiger-Cats de Hamilton, il réussit en fin de match un retour de punt de 115 yards qui donne définitivement la victoire à Montréal.
Il réalise une deuxième moitié de saison en demi-teinte, il compte 90 yards gagnés sur retour de kickoff le 29 août contre les Renegades d'Ottawa, contre ce même Renegades le 14 septembre il gagne 83 yards sur réceptions, contre les Argonauts de Toronto il engrange 71 yards sur retour de kickoff et lors du derniers match face aux Renegades d'Ottawa, il retourne 9 punts pour un gain de 74 yards. Pour la deuxième année consécutive il est le meilleur joueur de Montréal au total de yards gagnés avec 2033. Il compte 5 touchdowns marqués.
Le 16 novembre, il participe à sa deuxième Coupe Grey. Durant la finale, il gagne seulement 21 yards en 7 retours de punt et pire il perd par deux fois la balle.

#### Saison 2004
Le 26 janvier, il fait l'objet d'un échange entre les Alouettes de Montréal et les Blue Bombers de Winnipeg. Cet échange prévoit l'envoi de Keith Stokes et du linebacker Ryan Folk de Montréal à Winnipeg en échange du lineman Ryan Jeffrey et des droits sur le second tour de la draft 2005.
Il réalise sa meilleure saison en LCF. Le 16 juillet face aux Renegades d'Ottawa il inscrit un touchdown à la suite d'un retour de punt de 81 yards et totalise 143 yards sur retour de punt durant le match. Contre les Lions de la Colombie-Britannique le 22 juillet, il gagne 124 yards sur retour de kickoff. Le 7 août face aux Stampeders de Calgary, il totalise 221 yards de retours dont 104 sur retour de kickoff et 108 sur retour de punt. Le 26 août, contre son ancien club, il réalise une grosse performance avec 244 yards sur retour : 90 yards sur retour de kickoff et 154 sur retour de punt. Le 18 septembre face aux Argonauts de Toronto il inscrit un touchdown après un retour de kickoff de 108 yards et totalise 172 yards sur retour de kickoff sur l'ensemble du match. Contre les Alouettes de Montréal le 25 septembre il totalise 212 yards dont 102 sur retour de kickoff et 88 sur retour de punt. Il réussit aussi une bonne prestation en tant que receveur le 12 septembre contre les Roughriders de la Saskatchewan avec 100 yards grâce à 5 réceptions. Il finit la saison avec un total de 2594 yards et 7 touchdowns inscrits.
Il obtient plusieurs distinctions individuelles : meilleur joueur des unités spéciales de la ligue (trophée John-Agro), meilleur joueur des unités spéciales de la division Ouest, Équipe d'étoiles LCF unités spéciales et Équipe d'étoiles de l'Ouest unités spéciales. Il se classe premier dans les catégories retour de punts avec 949 yards et retour de kickoff avec 1112 yards. Il établit un nouveau record pour le club des Blue Bombers, avec 4 touchdowns inscrit sur retour de punt en une saison.

#### Saison 2005
Grâce à plusieurs gros matchs, il est le leader de Winnipeg au total de yards avec 2703 yards. Il se classe parmi les meilleurs de la ligue canadienne dans les catégories retour de kickoff avec 1022 yards gagnés et retour de punt avec 662 yards gagnés. Lors du premier match de la saison face aux Roughriders de la Saskatchewan, il gagne 180 yards sur retour : 81 sur retour de kickoff et 99 sur retour de punt. Le 22 juillet contre les Alouettes de Montréal, il engrange 205 yards avec 71 yards sur réception, 101 yards sur retour de kickoff et 33 yards sur retour de punt. Le 13 août contre les Tiger-Cats de Hamilton il totalise 276 yards gagnés. Le 4 septembre face aux Roughriders de la Saskatchewan, il engrange 177 yards sur retour de kickoff. Le 25 septembre contre les Alouettes de Montréal, il finit le match avec 325 yards, le plus gros total de sa carrière. Enfin le 30 octobre, il gagne 152 yards sur retour de kickoff et totalise 235 yards de gain contre les Stampeders de Calgary. Il inscrit 4 touchdowns au cours de la saison : 3 touchdowns sur réception et 1 touchdown sur retour de punt.
Il effectue sa meilleure saison en matière de réception, avec un total de 58 réceptions pour 832 yards gagnés, il se classe 22e de la LCF. Il réalise de bonnes performances en tant que receveur, dont 3 matchs à 100 yards et plus : le 13 août contre les Tiger-Cats de Hamilton il reçoit 5 passes pour un gain de 139 yards, le 10 septembre contre les Roughriders de la Saskatchewan il totalise 109 yards en 6 réceptions, le 25 septembre contre les Alouettes de Montréal il réussit 8 réceptions pour un gain de 100 yards.

#### Saison 2006
En fin de contrat avec Winnipeg, il signe avec les Argonauts de Toronto le 20 février. Durant la saison avec les Argonauts, il alterne les postes de wide receiver, kick returner et punt returner. Constant sur l'ensemble de la saison il effectue ses meilleurs matchs au début de la saison. Le 23 juin face aux Blue Bombers de Winnipeg il totalise 142 yards sur retour avec 80 yards sur retour de kickoff et 62 sur retour de punt. Contre les Lions de la Colombie-Britannique le 30 juin, il totalise 126 yards de gain. À la fin de la saison il compte 253 yards gagnés sur réceptions, sur 528 yards gagnés retour de kickoff et 393 yards gagnés sur retour de punt.
Après deux saisons sans jouer les play-offs, il retrouve Blue Bombers de Winnipeg en demi-finales. Il assure 43 yards sur réceptions, 75 yards sur retour de kickoff et 29 yards sur retour de punt. Il est présent dans l'effectif lors de la défaite en finale de division Est face aux Alouettes de Montréal, mais n'entre pas en jeux. Le 19 décembre les Argonauts de Toronto et les Alouettes de Montréal s'accordent sur un échange entre Keith Stokes et Richard Karikari.

#### Saison 2007
Il commence la saison en jouant avec les Alouettes de Montréal. Lors de la pré-saison il n'arrive pas à convaincre les dirigeants de Montréal et après deux matchs face aux Argonauts de Toronto il est coupé le 21 juin.
En fin de saison il rejoint les Blue Bombers de Winnipeg. Il joue les deux derniers matchs de la saison régulière. Pour son premier match contre les Argonauts de Toronto, il parvient à gagner 89 yards sur retour de kickoff et 107 yards sur retour de punt. Puis contre les Alouettes de Montréal, il totalise 143 yards : 34 sur retour de kickoff, 37 sur retour de punt et 72 sur retour de field-goal raté.
Lors des demi-finales, il retrouve les Alouettes de Montréal, il termine la rencontre avec 97 yards gagnés sur retours. Il contribue à la victoire sur les Argonauts de Toronto pour le gain du titre de champion de la division Est, en inscrivant un touchdown sur retour de punt. Il joue sa 3e Coupe Grey contre les Roughriders de la Saskatchewan. Il effectue un bon match avec 127 yards de gain sur retour de kickoff et 39 yards de gain sur retour de punt.

#### Saison 2008
Le 7 avril il signe avec les Eskimos d'Edmonton. Il joue le premier match de la pré-saison contre les Stampeders de Calgary. Avec l'escouade spéciale il retourne 2 punts pour un gain de 26 yards. Le 21 juin à la fin de la pré-saison, il est coupé par Edmonton.
Sans club, il se tourne vers le championnat en salle américain, Arena Football League 2, où il rejoint les Manchester Wolves le 11 juillet. Il joue 3 matchs pour les Wolves, au cours desquels il totalise 8 réceptions pour 99 yards et 4 touchdowns, ainsi que 2 retours de kickoff pour 44 yards.
Le 29 septembre, il signe avec les Argonauts de Toronto. Il joue seulement 4 matchs durant la saison. Pour son retour le 3 octobre contre les Lions de la Colombie-Britannique, il compile 122 yards sur retour de punt et 74 sur retour de kickoff. Puis le 25 octobre lors déplacement chez les Lions de la Colombie-Britannique, il égale le record de Michael Clemons (en), du nombre de retour de kickoff lors d'un match pour un joueur des Argonauts de Toronto, avec 8 retours. Il égale de nouveau ce record le 30 octobre lors de la réception des Roughriders de la Saskatchewan.
Durant l'année il intervient au Collège Charles Lemoyne de Montréal, dans le cadre du programme de préparation physique mis en place par le collège,.

#### Saison 2009
Libéré par les Argonauts de Toronto le 11 février, il signe avec les Templiers d'Élancourt en mars 2009. Son but en France est de participer à l'EFL et de faire profiter de son expérience en tant que coach offensif au niveau du championnat de France. À Élancourt, il rejoint deux autres anciens joueurs des East Carolina Pirates, Perez Mattison quaterback des Templiers depuis 2002 et Devone Claybrooks qui arrive en même temps que lui.
Il joue son premier match avec les Templiers le 4 avril lors de la venue des Espagnols des Pioners de L'Hospitalet pour le compte de la première journée de l'EFL. Dès le premier drive des Templiers, il inscrit le premier touchdown de la rencontre sur une passe de Perez Mattison. Toujours lors du premier quart-temps, la défense des Templiers récupère la balle à 8 yards de l'en-but, l'attaque se met en place mais la transmission entre le centre et le quaterback est ratée, Keith Stokes s'empare de la balles et va inscrire son deuxième touchdown. Ensuite il est moins sollicité par Thiery Constant, l'entraineur des Templiers, qui fait tourner son effectif.
Pour le deuxième match de poule en EFL, les Templiers se rendent en Italie, chez les Lions de Bergame. Dans les dernières secondes du match, il intercepte la balle, assurant ainsi la victoire 27 à 26 et la qualification pour les quarts de finale des Templiers.
En plus des matchs de coupe d'Europe, il participe à la rencontre Templiers d'Élancourt – Flash de La Courneuve contant pour le championnat de France élite. En fin de deuxième quart temps alors que les Templiers sont à l'attaque, il perd le ballon au milieu du terrain et redonne la possession de la balle au Flash qui va inscrire un nouveau touchdown avant la mi-temps et prendre l'avantage 20 à 14. Il se rachète de son fumble lors du troisième quart temps en rattrapant la balle dans l'en-but. Son expérience dans le championnat de France se conclut par un total de 10 réceptions pour 118 yards de gain et 1 touchdown.
En quart de finale de l'EFL, les Templiers rencontrent le club autrichien des Giants de Graz. Il commence le match par un retour de kickoff de 33 yards, puis se fait plus discret. À la fin du second quart-temps, il réalise un retour de punt de 24 yards et un placage. Sur le premier drive des Vikings lors du troisième quart-temps, il réussit un second placage. Lors du drive suivant des Templiers, pour sa première course réussie du match il enregistre une perte de 2 yards. Il accomplit encore un bon retour sur le kickoff après le deuxième touchdown des Vikings en gagnant 36 yards. Il finit le match avec 4 placages dont 3 effectués seul, 4 réceptions pour 33 yards de gain, 1 retour de punt de 24 yards et 3 retours de kickoff pour 80 yards.
Une fois rentré aux États-Unis il devient coordinateur de l'escouade spéciale et des wide receivers pour les McCaskey Red Tornado, un lycée installé à Lancaster, Pennsylvanie.

#### Saison 2011
Parallèlement à ces activités d'entraineur pour les McCaskey Red Tornado, il signe en en novembre 2010 avec le Philadelphia Soul,, un club qui effectue son retour dans l'Arena Football League pour la saison 2011. Au cours de ses 11 matchs avec les Soul, Stokes engrange 731 yards gagnés sur 63 réceptions (7 touchdowns), 2 courses pour 9 yards de gain et 1006 yards en 53 retours de kickoff.

#### Saison 2012
En 2012, Stokes continu sa carrière dans la Indoor Football League (IFL) avec les Express Reading. Il est à l'origine de la première victoire de la saison de Reading après sept défaites d'affilée, en réussissant un excellent match au poste de kicker face aux Cedar Rapids Titans, avec 6 sur 7 transformations réussies et un Field goal de 30 yards. Il participe à 12 rencontres pour un total de 892 yards et 10 touchdowns, dont 551 yards (8 touchdowns) pour 52 réceptions, 14 yards pour 2 courses et 268 yards (2 touchdowns) pour 13 retours de kickoff.

## Statistiques LCF

### Saison régulière
Durant ses 7 saisons en LCF, Keith Stokes a joué 90 matchs et inscrit 22 touchdowns en attaque ou avec l'esoucade spéciale.

#### Attaque
| 2002,  | 18 | 43  | 572  | 13,3 | 3  | 4  | -16 | -4,0 | 0 |
| 2003   | 15 | 33  | 429  | 13,0 | 2  | 19 | 71  | 3,7  | 0 |
| 2004   | 18 | 22  | 367  | 16,7 | 2  | 3  | 28  | 9,3  | 0 |
| 2005,  | 17 | 58  | 832  | 14,3 | 3  | 2  | 2   | 1,0  | 0 |
| 2006   | 16 | 20  | 253  | 12,7 | 0  | 0  | 0   | 0,0  | 0 |
| 2007   | 2  | 0   | 0    | 0,0  | 0  | 0  | 0   | 0,0  | 0 |
| 2008   | 4  | 2   | 64   | 32,0 | 0  | 0  | 0   | 0,0  | 0 |
| Totaux | 90 | 178 | 2517 | 14,1 | 10 | 26 | 85  | 3,3  | 0 |

#### Escouade spéciale
| 2002   | 18 | 25  | 527  | 21,1 | 0 | 76  | 896  | 11,8 | 3 | 7  | 355  | 50,7 | 0 |
| 2003   | 15 | 23  | 455  | 19,8 | 0 | 60  | 539  | 9,0  | 1 | 9  | 506  | 56,2 | 2 |
| 2004   | 18 | 56  | 1112 | 19,9 | 1 | 80  | 949  | 11,9 | 4 | 9  | 138  | 15,3 | 0 |
| 2005   | 17 | 47  | 1022 | 21,7 | 0 | 79  | 662  | 8,4  | 1 | 5  | 185  | 37,0 | 0 |
| 2006   | 16 | 28  | 528  | 18,9 | 0 | 39  | 363  | 9,3  | 0 | 0  | 0    | 0,0  | 0 |
| 2007   | 2  | 5   | 123  | 24,6 | 0 | 17  | 144  | 8,5  | 0 | 4  | 125  | 31,3 | 0 |
| 2008   | 4  | 19  | 365  | 19,2 | 0 | 15  | 148  | 9,9  | 0 | 1  | 21   | 21,0 | 0 |
| Totaux | 90 | 203 | 4132 | 20,4 | 1 | 366 | 3701 | 10,1 | 9 | 35 | 1330 | 38,0 | 2 |

### Play-offs
Il participe 4 fois aux play-offs et à 3 Coupes Grey. Il joue 8 matchs et inscrit 1 touchdown.

#### Attaque
| 2002   | 2 |   |    |      |   |   |   |     |   |
| 2003   | 2 |   |    |      |   |   |   |     |   |
| 2004   | - | - | -  | -    | - | - | - | -   | - |
| 2005   | - | - | -  | -    | - | - | - | -   | - |
| 2006   | 1 | 4 | 43 | 10,8 | 0 | 0 | 0 | 0,0 | 0 |
| 2007   | 3 | 0 | 0  | 0,0  | 0 | 0 | 0 | 0,0 | 0 |
| 2008   | - | - | -  | -    | - | - | - | -   | - |
| Totaux | 8 | 4 | 43 | 10,8 | 0 | 0 | 0 | 0,0 | 0 |

#### Escouade spéciale
| 2002   | 2 |    |     |      |   |    |     |     |   |   |    |      |   |
| 2003   | 2 |    |     |      |   | 7  | 21  | 3,0 | 0 |   |    |      |   |
| 2004   | - | -  | -   | -    | - | -  | -   | -   | - | - | -  | -    | - |
| 2005   | - | -  | -   | -    | - | -  | -   | -   | - | - | -  | -    | - |
| 2006   | 1 | 3  | 75  | 25,0 | 0 | 4  | 29  | 7,3 | 0 | 0 | 0  | 0,0  | 0 |
| 2007   | 3 | 9  | 206 | 22,9 | 0 | 24 | 231 | 9,6 | 1 | 1 | 31 | 31,0 | 0 |
| 2008   | - | -  | -   | -    | - | -  | -   | -   | - | - | -  | -    | - |
| Totaux | 8 | 12 | 281 | 23,4 | 0 | 35 | 281 | 8,0 | 1 | 1 | 31 | 31,0 | 0 |

## Palmarès
Compétition, trophée (nombre de trophées remportés dans la compétition).

### Trophée professionnel
- LCF, Coupe Grey (1) : 2002
- LCF, Champion de la division Est (3) : 2002, 2003, 2007

### Trophée université
- Galleryfurniture.com Bowl (1) : 2000[4]

### Trophée lycée
- Championnat Régional 4 Class 6A (1) : 1996[1]

### Honneurs
- Trophée John-Agro (meilleur joueur des unités spéciales de la LCF) 2004[25]
- Meilleur joueur des unités spéciales de la division Ouest 2004[26]
- Équipe d'étoiles LCF unités spéciales 2004[27]
- Équipe d'étoiles de l'Ouest unités spéciales 2004[27]
- Meilleur joueur des unités spéciales de la division Est 2002[11]
- Trophée Frank-M.-Gibson (recrue de l'année de la division Est) 2002[12]
- Équipe d'étoiles de l'Est unités spéciales 2002[13]
- Conference États-Unis All-Conference First Team 2000[4]
- ECU Pirates Outlanding Special Teams Player 2000[4]
- Conference États-Unis All-Conference Second Team 1999[4]
- ECU Pirates Outlanding Newcomer 1999[4]
- NJCAA All-American Second Team 1998[3]
- Meilleur joueur des Georgia Military College Bulldoggs en 1998[46]
- Alabama High School Football All State 6A Honorable Mention Team 1996[2]

## Records

### LCF
Il possède un record de la LCF :
- Plus de touchdown inscrit sur retour de punt lors d'un match (record partagé avec Henry Williams, Ron Howell, Earl Winfield et Curtis Mayfield) : 2 touchdowns, le 2 août 2002 contre les Eskimos d'Edmonton[69].

#### Alouettes de Montréal
Il possède deux records pour les Alouettes de Montréal :
- Plus de touchdown inscrit sur retour de punt lors d'un match : 2 touchdowns, le 2 août 2002 contre les Eskimos d'Edmonton[69].
- Plus long retour de punt : 115 yards, le 16 août 2003 contre les Tiger-Cats de Hamilton[19].

#### Argonauts de Toronto
Il possède un record pour les Argonauts de Toronto :
- Plus grand nombre de retour de kickoff lors d'un match (record partagé avec Michael Clemons (en)[44]) : 8 retours, le 25 octobre 2008 contre les Lions de la Colombie-Britannique[22],[43] et le 30 octobre 2008 contre les Roughriders de la Saskatchewan[45].

#### Blue Bombers de Winnipeg
Il possède un record pour les Blue Bombers de Winnipeg :
- Plus de touchdown inscrit sur retour de punt lors d'une saison : 4 touchdowns en 2004[22].

#### Records personnels
Ses records personnels en LCF lors d'un match sont :
- Total yards gagné : 325 yards, le 25 septembre 2005 contre les Alouettes de Montréal[70].
- Touchdown inscrit : 2 touchdowns, le 18 juillet 2002 contre les Stampeders de Calgary[8] et le 2 août 2002 contre les Eskimos d'Edmonton[10].
- Nombre de réception : 9 réceptions, le 15 septembre 2002 contre les Tiger-Cats de Hamilton.
- Yards gagné sur réception : 139 yards, le 19 août 2005 contre les Tiger-Cats de Hamilton[60].
- Nombre de retour de kickoff : 8 retours, le 25 octobre 2008 contre les Lions de la Colombie-Britannique[22],[43] et le 30 octobre 2008 contre les Roughriders de la Saskatchewan[45].
- Yards gagné sur retour de kickoff : 177 yards, le 4 septembre 2005 contre les Roughriders de la Saskatchewan[71].
- Nombre de retour de punt : 9 retours, le 26 octobre 2003 contre les Renegades d'Ottawa[17] et le 27 octobre 2007 contre les Argonauts de Toronto[33].
- Yards gagné sur retour de punt : 224 yards, le 2 août 2002 contre les Eskimos d'Edmonton.

### East Carolina Pirates
En deux saisons NCAA et 21 matchs, il a établi plusieurs records pour l'East Carolina University, principalement dans la catégorie retour de punt :
- Meilleur de total de yards gagnés sur retour de punt lors d'un match : 168 yards, le 11 novembre 2000 contre les Houston Cougars.
- Meilleure moyenne de carrière sur retour de punt : 15,5 yards/retour.
- Meilleure moyenne pour un junior sur retour de punt : 15,5 yards/retour en 1999 (26 retours, 404 yards).
- Meilleure moyenne pour un sénior sur retour de punt : 15,4 yards/retour en 2000 (27 retours, 416 yards).
- Plus long retour de punt lors d'un match de bowl : 71 yards, le 27 décembre 2000 contre les Texas Tech Red Raiders.
- Meilleur total de yards gagnés lors d'un match de bowl : 266 yards, le 27 décembre 2000 contre les Texas Tech Red Raiders.